# Keiichi Satō (sciatore)
Keiichi Satō (佐藤 慧?, Satō Keiichi; 27 luglio 1997) è un saltatore con gli sci giapponese.

## Biografia
Originario di Sapporo e attivo in gare FIS dal marzo del 2014, Satō ha esordito in Coppa del Mondo il 26 gennaio 2019 a Sapporo (26º), ai Mondiali di volo a Planica 2020, dove è stato 17º nella gara individuale e 5º in quella a squadre, e ai Campionati mondiali a Oberstdorf 2021, dove si è classificato 21º nel trampolino normale, 13º nel trampolino lungo e 4º nella gara a squadre. Il 9 gennaio 2022 ha conquistato a Bischofshofen in una gara a squadre il primo podio in Coppa del Mondo (2º).

## Palmarès

### Coppa del Mondo
- Miglior piazzamento in classifica generale: 20º nel 2021
- 1 podio (a squadre):
  - 1 secondo posto